# میکتلان

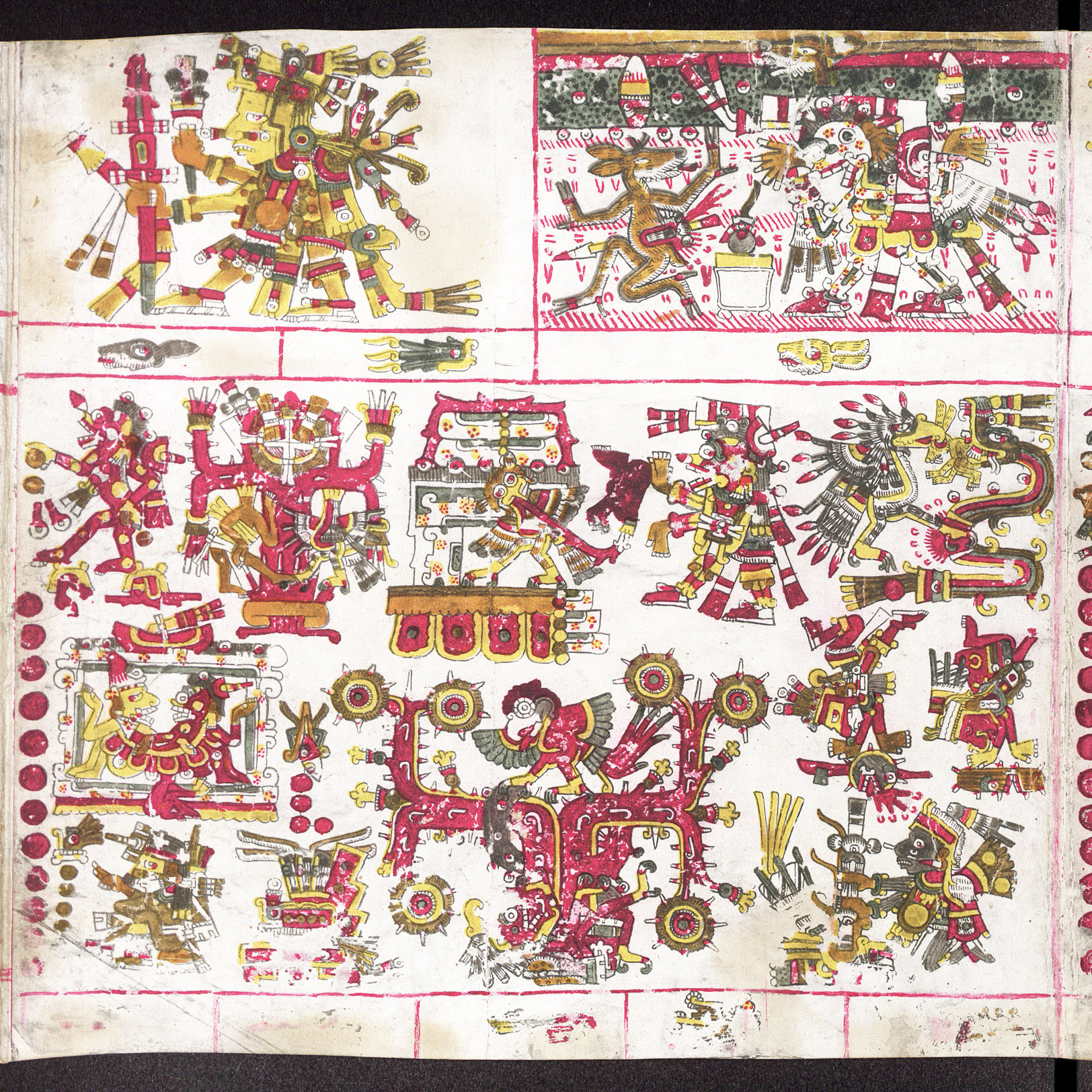
کدکس بورگیا صفحه ۵۲

میکتلان (انگلیسی: Mictlān) عالم اموات در اساطیر آزتک است که از ۹ بخش تشکیل شده بود. بر طبق این اسطوره‌ها، اغلب افرادی که می‌میرند به میکتلان سفر می‌کنند هر چند، در این اسطوره‌ها از مقصدهای دیگری هم نام برده شده است.